# Deutsche Gesellschaft für Mykologie
Die Deutsche Gesellschaft für Mykologie (DGfM) ist ein gemeinnütziger eingetragener Verein. Sie vertritt die Interessen von Mykologen und Pilzfreunden in Deutschland.
Die Gesellschaft ist in weltweit bzw. europaweit agierenden mykologischen Vereinigungen organisiert, der International Mycological Association und der European Mycological Association. Außerdem ist sie Mitglied des Verbands Biologie, Biowissenschaften und Biomedizin, Deutschlands Dachverband der biowissenschaftlichen Fachgesellschaften und seiner Landesverbände.

## Aktivitäten
Die DGfM schafft die Rahmenbedingungen für die Ausbildungslehrgänge zum PilzCoach, Pilzsachverständigen und universitär geprüften Fachberater für Mykologie. Regelmäßig veranstaltet die Gesellschaft Fachtagungen und gibt die deutschsprachige „Zeitschrift für Mykologie“ sowie das englischsprachige Journal „Mycological Progress“ heraus, um den nationalen und internationalen Wissensaustausch zu fördern. Zudem vergibt sie Förderpreise, um besondere mykologische Forschungstätigkeiten zu würdigen. Seit 1994 kürt der Verein alljährlich den Pilz des Jahres. Als nichtstaatliche Organisation setzt sie sich für den Arten- und Biotopschutz von Pilzen ein. Sie koordiniert die bundesweite Pilzkartierung und veröffentlicht Verbreitungskarten online. Die Funddaten bilden die Grundlage für die Rote Liste gefährdeter Großpilze Deutschlands und die Ausweisung von Verantwortungsarten.

## Qualifikationen
Seit 1981 ist der Verein für die Aus- und Fortbildung von „Pilzsachverständigen“ (PSV), vormals Pilzberater, verantwortlich. PSV beraten die Bevölkerung über den Speisewert und die Giftwirkung von Pilzen sowie deren Rolle für Mensch und Umwelt. Sie halten Vorträge und leiten Exkursionen. Die DGfM etablierte ein einheitliches Ausbildungssystem, das 1990 nach der Wiedervereinigung auf ganz Deutschland ausgedehnt wurde.
Seit 2008 organisiert der Verein eine universitäre Ausbildung zum „Fachberater für Mykologie“, bestehend aus acht Modulen über Systematik, Ökologie, Biotechnologie, Phytopathologie, Lebensmitteltechnologie, Genetik und medizinischen Bedeutung von Pilzen. Zu den Aufgaben des Fachberaters zählen diverse Gutachtertätigkeiten (zum Beispiel bei Pilzbefall an Bauten, Pilzen in Kliniken, in Nahrungsmitteln, an Werkstoffen und Kunstgegenständen) und das Anbieten von Expertisen zu ökologischen, agrarwirtschaftlichen und forstwirtschaftlichen Fragen.
2014 wurde mit dem „PilzCoach“ eine weitere Qualifikation geschaffen. PilzCoaches vermitteln Kindern und Jugendlichen in Kindergärten, Schulen und anderen Bildungseinrichtungen Grundwissen über Pilze.

## Geschichte
Im Jahr 1921 wurde die „Deutsche Gesellschaft für Pilzkunde“ zur Förderung der wissenschaftlichen Pilzforschung, der Pilzkenntnis und der Pilzberatung gegründet. Karl Johannes Kniep, ein zunächst an den Universitäten Freiburg und Würzburg, später an der Universität Berlin lehrende Professor für Pflanzenphysiologie, übernahm die Leitung der Gesellschaft. Gleichzeitig wurde die „Zeitschrift für Pilzkunde“ ins Leben gerufen. 1977 hat die Vereinigung die gegenwärtige Bezeichnung „Deutsche Gesellschaft für Mykologie“ angenommen. Das gesellschaftseigene Publikationsorgan wurde entsprechend in „Zeitschrift für Mykologie“ umbenannt. Im Jahre 1992 wurde eine erste „Rote Liste der gefährdeten Großpilze in Deutschland“ veröffentlicht, in die Ergebnisse langjähriger Untersuchungen von Vereinsmitgliedern einflossen. Seit Jahresbeginn 2002 gibt die DGfM das englischsprachige Journal „Mycological Progress“ heraus. 2006 erhielt die DGfM von der Deutschen Forschungsgemeinschaft (DFG) das Vorschlagsrecht für Fachgutachter.